# 黄菡
黄菡（1966年6月22日—），中国社会心理学家，南开大学社会学学士，南京大学社会系社会心理学博士，曾为江苏卫视《非诚勿扰》评论员。

## 简史
黄菡出生于新疆，祖籍山东省潍坊安丘市景芝镇，早年随父母移居到江苏生活。她中学时就读于扬州中学，大学则在南开大学就读。目前任职江苏省委党校行政学教研部教授、主任。江苏省社会心理学会副会长，江苏省领导研究会副秘书长。曾主讲过《管理心理学》、《领导者心理调适》等多门课程。在《妇女研究论丛》上发表学术论文《试析大众传播中性别歧视的成因》，《乡村的目光—农村学生城市认知的经验研究》等文章，对女性在社会问题深有研究。
2008年，北京奥运会期间，主持江苏电视台经济频道奥运方面的节目。
2010年6月加入“非诚勿扰”节目组，担任现场评论员。此后业界与国内媒体把她与孟非、宁财神合称为“非诚勿扰铁三角”。
在2016年3月19日的“缘来非诚勿扰”节目上，黄菡宣布告别节目。

## 个人生活
黄菡的现任丈夫是中国独立学者袁剑，两人于1994年结婚，1997年两人育有一女袁拾梦。